# Johan Kjellson
Johan Kjellson i riksdagen kallad Kjellson i Hovmantorp, född 26 juni 1822 i Virestads socken, Kronobergs län, död 28 mars 1894 på Hovmantorps säteri i Hovmantorps församling, var en svensk godsägare, militär och riksdagsman.
Kjellson var elev vid Bergsskolan i Filipstad 1845. Han var underlöjtnant vid Bohusläns regemente 1843 och blev 1852 löjtnant vid Värmlands fältjägarregemente, varefter han 1855 tog avsked ur krigstjänst och 1856 köpte Hovmantorps säteri.
Inom politiken var han 1867–1869 ledamot av riksdagens andra kammare invald i Konga härads valkrets. Han skev tre egna motioner i riksdagen om administrativa frågor som reglering av statstjänstemännens löner och redovisning av sportler och lösen.